# Villa clausa
Villa clausa är en tvåvingeart som först beskrevs av Enrico Adelelmo Brunetti 1909. Villa clausa ingår i släktet Villa och familjen svävflugor.
Artens utbredningsområde är Myanmar. Inga underarter finns listade i Catalogue of Life.